# Túnel de Covanca
El túnel de Covanca (en portugués: Túnel da Covanca), conocido oficialmente como el Túnel Ingeniero Raymundo de Paula Soares es un túnel ubicado en la ciudad de Río de Janeiro, Brasil.

## Descripción
Es uno de los túneles de la Línea Amarilla, vía expresa carioca que conecta a la Isla de Fundão a Jacarepaguá.
Inaugurado en 1997, se constituye de dos vías paralelas con una extensión de 2187 metros, atravesando a sierra de los Pretos-Forros, entre el barrio de Jacarepaguá (parte sur) y el de Água Santa (parte norte), próximo a la plaza de pedágio.
Construido con tecnología sueca, es uno de los mayores túneles urbanos del mundo. Posee un sistema de control de la polución.